# Плимут (Масачусетс)
Плимут (енгл. Plymouth) насељено је место без административног статуса у америчкој савезној држави Масачусетс.

## Демографија
По попису из 2010. године број становника је 7.494, што је 164 (-2,1%) становника мање него 2000. године.
|                   | 2010.          | 2000.          |
| Укупно            | 7 494 (100,0%) | 7 658 (100,0%) |
| Белци             | 6 739 (89,93%) | 7 129 (93,09%) |
| Остали            | 503 (6,712%)   | 189 (2,468%)   |
| Хиспаноамериканци | 130 (1,735%)   | 92 (1,201%)    |
| Азијати           | 106 (1,414%)   | 72 (0,940%)    |
| Афроамериканци    | 16 (0,214%)    | 176 (2,298%)   |